# Hứa (họ)

Họ Hứa viết bằng chữ Hán

Hứa là một họ của người ở vùng Văn hóa Đông Á. Họ này có mặt ở Việt Nam, Trung Quốc (chữ Hán: 許, Bính âm: Xu, Wade-Giles: Hui) và Triều Tiên (Hangul: 허, Romaja quốc ngữ: Heo, phát âm tiếng Việt: Hơ).
Tại Trung Quốc họ Hứa đứng thứ 20 trong danh sách Bách gia tính. Về mức độ phổ biến, theo thống kê năm 2000 có khoảng 264.000 người Hàn Quốc mang họ Heo.
Tại Việt Nam họ Hứa có khoảng 30.000 người, với 7 dân tộc anh em gồm TÀY, NÙNG, THỔ, CHĂM, KINH, HOA, KHƠ ME

## Người Việt Nam họ Hứa có danh tiếng
- Hứa Ngọc Thuận nguyên Phó Chủ Tịch UBND Tp. Hồ Chí Minh.
- Hứa Hạnh nguyên phó Chủ Tịch UBND tỉnh Lạng Sơn.
- Hứa Văn Tưởng là một tướng lĩnh trong Quân đội nhân dân Việt Nam, hàm Thiếu tướng, hiện là Phó Tư lệnh Quân khu 5
- Hứa Kiến Thiết Thiếu tướng, Giám đốc Công An Tỉnh Tuyên Quang
- Hứa Trinh Hòa, Bà được Vua Lý Nam Đế lập làm Hoàng Hậu, bà bị tử trận khi thuyền đắm tại hồ ĐIỂN TRIỆT cuối năm 546, Đền thờ Bà được Triệu Việt Vương lập tại Yên Phong, Bắc Ninh, Nguồn: Viện Khoa học Xã hội Việt Nam
- Hứa Tam Tỉnh, Trạng Ngọt, Đệ nhất giáp tiến sĩ
- Hứa Văn Nghĩa, đại biểu Quốc hội đại tá Quân đội Nhân dân Việt Nam
- Hứa Vĩ Văn, ca sĩ, người mẫu Người Việt gốc Hoa
- Hứa Thị Phấn, Đại gia ngân hàng
- Hứa Minh Đạt, diễn viên hài kịch
- Y Phương, tên thật Hứa Vĩnh Sước, nhà thơ
- Hứa Hiền Vinh, cựu cầu thủ, huấn luyện viên bóng đá
- Hứa Văn Huy, Vận động viên thể thao Taekwondo, Huy chương vàng 3 kỳ SEA Games liên tiếp: SEA Games 30 (2019), SEA Games 31 (2022), SEA Games 32(2023)
- Hứa Kim Tuyền, Ca sĩ, Nhạc sĩ, Nhà sản xuất âm nhạc nổi tiếng người Việt Nam "Người Thành phố Hồ Chí Minh" - Nổi bật với các ca khúc "Sài Gòn Đau Lòng Quá, Về Nghe Mẹ Ru... - vai trò là tác giả sáng tác, với các ca khúc Tình Lãng Phi, Cupid Học Yêu... - vai trò là Ca sĩ"

## Người Trung Quốc họ Hứa có danh tiếng
- Hứa Bình Quân, hoàng hậu nhà Hán
- Hứa Thận, nhà ngôn ngữ thời Đông Hán
- Hứa Thiệu, danh sĩ cuối thời Đông Hán
- Hứa Du, mưu sĩ thời Tam Quốc
- Hứa Tĩnh, đại thần cuối thời Đông Hán, công thần khai quốc nhà Thục Hán thời Tam Quốc trong lịch sử Trung Quốc.
- Hứa Chi, quan viên tập đoàn quân phiệt Tào Ngụy cuối đời Hán, đầu đời Tam Quốc.
- Hứa Chử, tướng nhà Ngụy thời Tam Quốc
- Hứa Thế Hanh, tướng nhà Thanh đã tham chiến và chết trong Trận Ngọc Hồi - Đống Đa 1789 [1]
- Hứa Trọng Lâm, người sáng tác Phong Thần Diễn Nghĩa
- Hứa Thế Hữu, thượng tướng Giải phóng quân Trung Quốc, trong Chiến tranh biên giới Việt-Trung là tư lệnh Đại Quân khu Quảng Châu, chỉ huy hướng tiến công vào đông bắc Việt Nam với trọng điểm là Lạng Sơn và Cao Bằng.
- Ba anh em Hứa Quan Văn, Hứa Quan Anh, Hứa Quan Kiệt, diễn viên và đạo diễn phim Hồng Kông
- Hứa An Hoa, đạo diễn Hồng Kông
- Hứa Ngân Xuyên, đặc cấp quốc tế đại sư cờ tướng
- Hứa Vĩ Luân, nữ diễn viên Đài Loan
- Hứa Ngụy Châu, nam diễn viên, ca sĩ Trung Quốc
- Hứa Tình, nữ diễn viên Trung Quốc
- Hứa Cần (1961 - ), Phó Bí thư Tỉnh ủy, Tỉnh trưởng Chính phủ Nhân dân tỉnh Hà Bắc, Ủy viên Ủy ban Trung ương Đảng Cộng sản Trung Quốc khóa XIX, nguyên Bí thư thị ủy Thâm Quyến.
- Hứa Quang Hán (1990), nam diễn viên Đài Loan, nổi bật với bộ phim "Muốn gặp anh".
- Hứa Giai Kỳ (1995), thành viên nhóm nhạc SNH48
- Hứa Dương Ngọc Trác

## Người Triều Tiên họ Hứa có danh tiếng
- Heo Jun (Hangul: 허준, Hanja: 許浚, Hán Việt: Hứa Tuấn), nhà bác học thời nhà Triều Tiên
- Heo Jin Ho (Hangul: 허진호, Hanja: 許眞浩, Hán Việt: Hứa Chân Hạo), đạo diễn Hàn Quốc
- Heo Sol-ji (Hangul: 허솔지, Hanja: 許率智, Hán Việt: Hứa Suất Trí), ca sĩ Hàn Quốc, trưởng nhóm EXID
- Heo Young-ji (Hangul: 허영지), ca sĩ Hàn Quốc, cựu thành viên KARA, tham gia MV "Oh NaNa" (Project 1) của K.A.R.D với tư cách HiDden Member
- Heo Jiwon (Hangul:허지원, Hanja:  許智媛, Hán Việt: Hứa Trí Nguyên) thành viên nhóm Cherry Bullet (Hàn Quốc)
- Huh Yunjin (Hangul: 허윤진, Hanja: 許允真, Hán Việt: Hứa Doãn Trân) thành viên nhóm Le Sserafim (Hàn Quốc).

## Những người họ Hứa khác có danh tiếng
- Mavis Hee (Hán Việt: Hứa Mĩ Tĩnh), ca sĩ Singapore